# Plaça d'Artós
La plaça d'Artós de Barcelona és el punt on conflueixen els carrers Major de Sarrià, de Bonaplata, de Santa Amèlia, de Benet Mateu i dels Vergós, i el passeig de Sant Joan Bosco, a l'extrem del nucli urbà de l'antic municipi de Sarrià.

## Història i descripció
Fins a mitjans del segle xix, aquest espai era un encreuament entre els carrers de Bonaplata (abans de Barcelona) i Major, i punt d'entrada a la vila de Sarrià pel camí de Barcelona. Hi havia poques cases, com Can Prats, on Joan Bosco residiria durant la seva estada a Sarrià el 1886. També hi havia la torre d'estiueig de Delfí Artós i Mornau (1830-1903), que el 1859 va cedir part dels terrenys per a promoure la urbanització de la zona. El 1873, Francesca Vilardell i el seu fill Joan Frederic Muntadas hi van finançar la construcció d'una font.
La casa que quedava al nord, fent cantonada al carrer de Bonaplata i el Major, feia la funció de burot o punt de pagament dels consums, un impost que gravava la introducció de queviures a la vila. El 1936 es va començar l'obertura del carrer dels Vergós cap a les Tres Torres, però la Guerra Civil paralitzà les obres. El 1946 es van modificar les alineacions de la plaça, permetent-ne així l'ampliació cap al sud-oest i la connexió del carrer dels Vergós.
Al començament del passeig de Sant Joan Bosco hi havia la masia de Can Pavana, reformada a principis del segle xx pel francès René d'Aulignac, que li va donar el nom de Villa Provence. Va ser enderrocada el 1959 i una part dels jardins van servir per a ampliar-hi la plaça. El 1960, l'Ajuntament de Barcelona va aprovar-ne la dedicació a Dorotea de Chopitea y de Villota (Santiago de Xile, 1816 - Barcelona, 1891), impulsora de la primera fundació salesiana de Catalunya.
Actualment, la plaça és coneguda per ser el punt de trobada de grups neonazis de la ciutat.

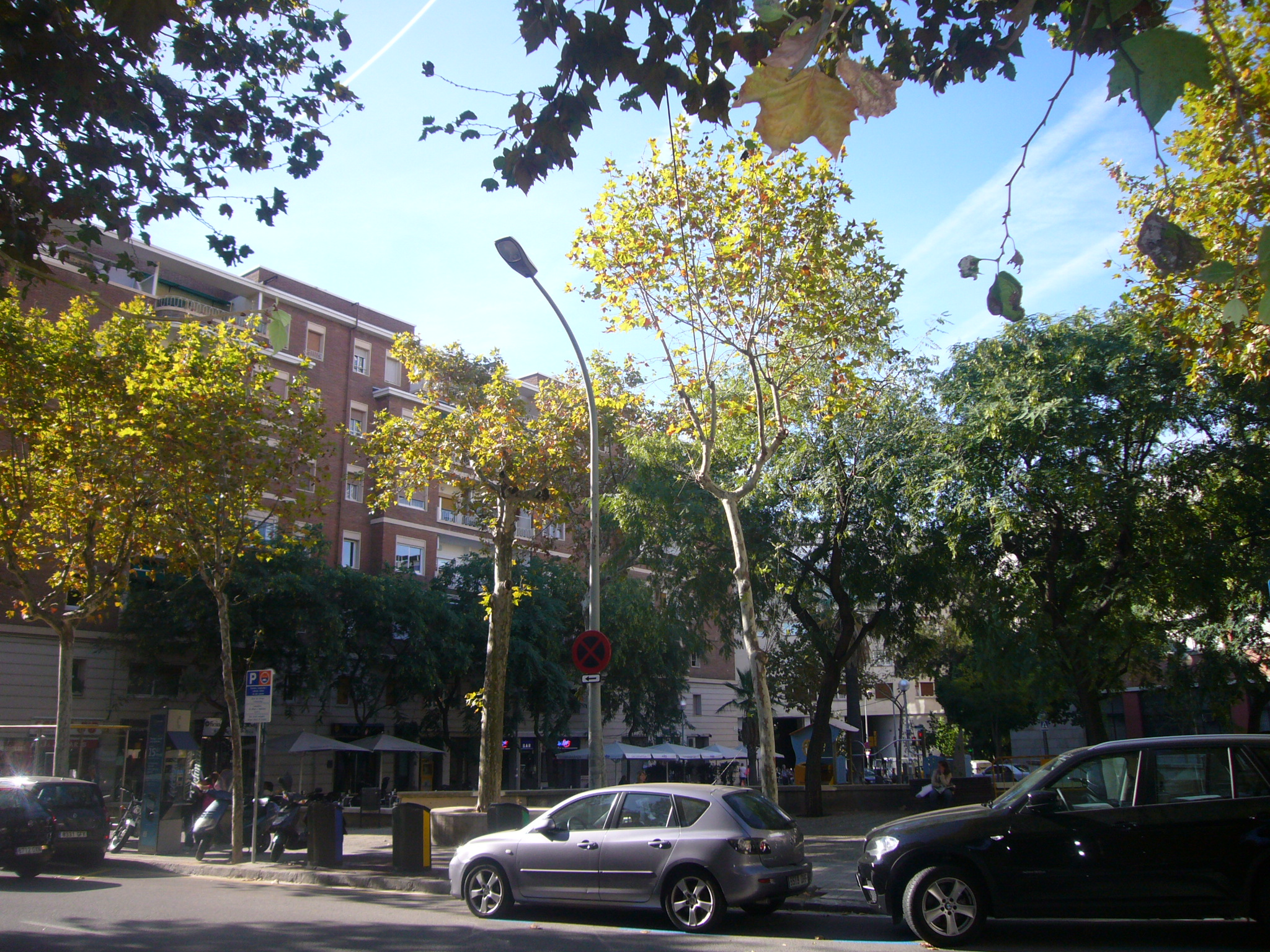
Jardins de Dorotea de Chopitea

## Transport

### Línies d'autobús

#### Autobús diürn
- Línia 130: Pl. d'Artós - Can Caralleu[14]

#### Autobús nocturn
- Nitbus N7: Pedralbes - Fòrum[15]